# Miss Italia
Miss Italia — тринадцатый студийный альбом итальянской певицы Патти Право, выпущенный в 1978 году на лейбле RCA Italiana.

## Об альбоме
После недолгого пребывания на лейбле Dischi Ricordi, Право уже в третий раз возвращается на RCA Italiana. Для работы над новой пластинкой певица привлекает музыкантов, с которыми она уже ранее работала, включая Армандо Манго и Маурицио Монти.
Подавляющее большинство песен в альбоме — кавер-версии, среди них присутствует и италоязычная версия песни «It’s a Heartache» валлийской певицы Бонни Тайлер под названием «Notti bianche».
Также для альбома была записана песня «Miss Italia», которая также является кавер-версией, оригинал — «Miss America» группы Styx из альбома The Grand Illusion, к слову, с оттуда же была взята песня «Come Sail Away», которая в итальянской версии получила названием «Dai sali su». «Miss Italia» была исключена из финального трек-листа по решению лейбла уже после того, как пластинки были отправлены в печать, так как текст песни мог вызвать споры на фоне убийства политика Альдо Моро. Несмотря на это название альбома осталось прежним. Позже певица исполняла песню во время тура вместе с другой неизданной песней «Vola», также записанной для этого альбома. Впервые в студийном качестве они будут изданы в 1992 году лейблом Raro! Records на сборнике Inediti 1972/1978.
Лид-синглом с лонгплея была выпущена песня «Pensiero stupendo» с «Bello» на обратной стороне, он смог занять второе место и продержаться в первой десятке девятнадцать недель. Альбом добрался до восьмого места в еженедельном хит-параде Италии, в то время как в годовом рейтинге стал сорок первым.

## Список композиций
| №  | Название        | Автор(ы)                                        | Длительность |
| -- | --------------- | ----------------------------------------------- | ------------ |
| 1. | «Johnny»        | Маурицио Монти                                  | 3:37         |
| 2. | «Sentirti»      | Армандо Манго, Джузеппе Манго, Сильвано Д’Ауриа | 4:38         |
| 3. | «Bello mio»     | Маурицио Монти                                  | 4:28         |
| 4. | «Notti bianche» | Франко Мильяччи, Ронни Скотт, Стив Вульф        | 4:35         |

| №                   | Название            | Автор(ы)                                                     | Длительность |
| ------------------- | ------------------- | ------------------------------------------------------------ | ------------ |
| 1.                  | «Marva»             | Марва Джен Марроу, Иван Грациани                             | 5:15         |
| 2.                  | «Bello»             | Маурицио Монти, Дэвид Бирн                                   | 3:32         |
| 3.                  | «Dai sali su»       | Бруно Марци, Николетта Страмбелли, Пол Джеффри, Деннис Деянг | 6:05         |
| 4.                  | «Pensiero stupendo» | Ивано Фоссати, Оскар Пруденте                                | 4:15         |
| Общая длительность: | Общая длительность: | Общая длительность:                                          | 35:41        |

## Чарты

### Еженедельные чарты
| Чарт (1978)              | Высшая позиция |
| ------------------------ | -------------- |
| Италия (Musica e dischi) | 8              |

### Годовые чарты
| Чарт (1978)              | Позиция |
| ------------------------ | ------- |
| Италия (Musica e dischi) | 41      |